# Tempo Comum
O Tempo Comum é um período do Ano litúrgico de trinta e três ou trinta e quatro semanas nas quais são celebrados, na sua globalidade, os Mistérios de Cristo. Comemora-se o próprio Mistério de Cristo em sua plenitude, principalmente aos domingos.

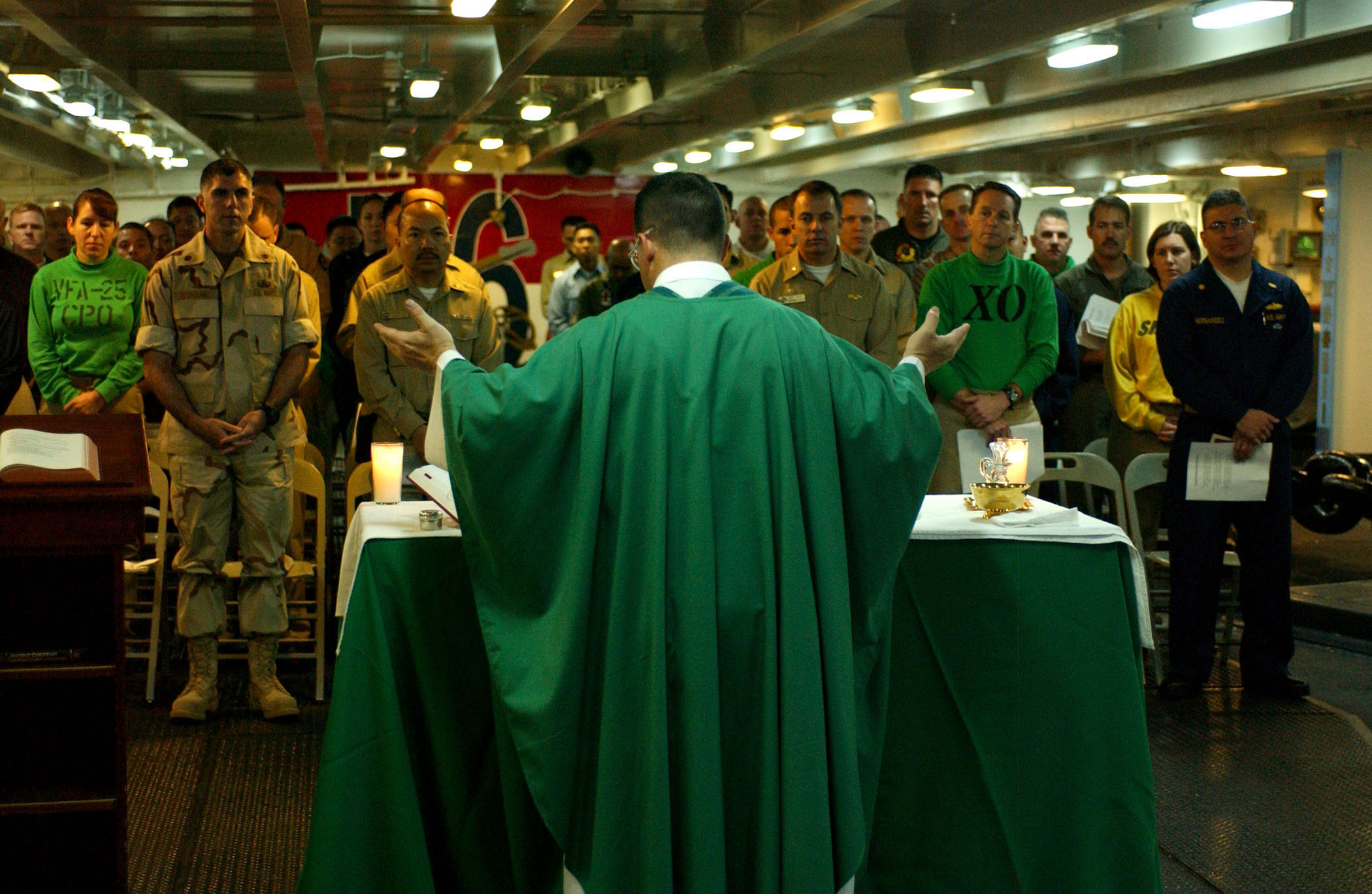
Missa no Tempo Comum: a cor usada é o verde, que significa que os cristãos devem sempre estar na esperança da volta do Messias.

O Tempo Comum é o período mais extenso do ano litúrgico: são 33 a 34 semanas distribuídas entre a festa do Batismo de Jesus até o começo da Quaresma (a preparação dos cristãos para a Páscoa), e as outras semanas, entre a segunda-feira depois de Pentecostes e o início do Advento (a preparação dos cristãos para o Natal).

## O Domingo
Este tempo existe não para celebrar algum aspecto particular do mistério de Cristo mas para celebrá-lo em sua globalidade, especialmente em cada Domingo (cf. NALC 43: Normas gerais sobre o Ano litúrgico e o Calendário); durante este tempo se aprofunda e se assimila o mistério de Cristo que se insere na vida do povo de Deus para torná-la plenamente pascal;
O elemento principal e mais forte do Tempo Comum é o Domingo, que surgiu antes mesmo da celebração anual da Páscoa. Era o único elemento celebrativo no correr do ano: a grande celebração semanal do Mistério Pascal de Cristo. É, pois, um tempo marcadamente caracterizado pelo Domingo, quer pela teologia, quer pela espiritualidade.
Os meses temáticos do Ano Litúrgico não faz parte do calendário e nunca suas celebrações sobrepõem àquelas contidas no Domingo. O mês Vocacional, da Bíblia, das Missões, e da Campanha da Fraternidade (no período quaresmal) e outras comemorações ajudam na madura adaptação e criatividade nas celebrações mas nunca são superiores à mística da liturgia dominical.

## Tempo Comum e "tempos fortes"
Não se podem contrapor os chamados "tempos fortes" ao Tempo Comum, como se este tempo fosse um tempo fraco ou inferior. É o tecido concreto da vida normal do cristão, fora das festas, e pode ver-se nele  a comemoração da presença de Cristo na vida quotidiana e nos momentos simples da vida dos cristãos.
Duas fontes são importantes para a espiritualidade e força do Tempo Comum: Os Domingos e os tempos fortes. O Tempo Comum pode ser vivido como prolongamento do respectivo tempo forte. Vejamos: a primeira parte do TC, iniciada após a Epifania e o Batismo de Jesus, constitui tempo de crescimento da vida nascida no Natal e manifestada na Epifania.
Esta vida para crescer e manifestar-se em plenitude e produzir frutos, necessita da ação do Espírito Santo que age no Batismo do Senhor. A partir daqui Jesus começa a exercer seu poder messiânico. Também a Igreja: fecundada pelo Espírito ela produz frutos de boas obras;
A composição dos anos em "A", centrado em Mateus; "B", centrado em Marcos; "C", centrado em Lucas, com inserções de João presente nos diversos ciclos especiais, ajuda enormemente a magnitude do Tempo Comum;
No Tempo Comum temos algo semelhante ao recomeçar por volta do 9º Domingo, imediatamente depois de Pentecostes: a vida renasce na Páscoa e desenvolve-se através do Tempo Comum, depois de fecundado pelo Espírito em Pentecostes. A força do Mistério Pascal é vivida pela Igreja através dos Domingos durante o ano que amadurece os frutos de boas obras, preparando a vinda do Senhor.

## A celebração dos Santos no Tempo Comum
Durante o Ano Litúrgico o culto à Nossa Senhora e aos Santos é integrado na Liturgia, enriquecendo a participação dos fiéis. É claro que toda ação litúrgica é dirigida ao Pai, por Cristo, que é o centro. É sempre o Mistério Pascal que se conta e evidencia. Deus fez maravilhas através dos Santos e de Maria que, depois do Senhor, ocupa um lugar especial na vida da Igreja e em seu culto;
Maria revela o mistério de Cristo e da Igreja de maneira forte e eficaz. Seu culto não é algo paralelo e independente; está integrado ao Mistério Pascal; em Maria a Igreja vive o mistério de Cristo;
Algumas solenidades são celebradas no Domingo, por exemplo, a da Santíssima Trindade, e outras, como a Assunção de Nossa Senhora e Todos os Santos, quando transferidas do seu dia próprio. As festas referentes à pessoa de Jesus, quando caem no domingo, são celebradas no Domingo e também a Comemoração de todos os fiéis defuntos (2 de novembro).